# Guarapuava (gemeente)
Guarapuava is een gemeente in de Braziliaanse deelstaat Paraná. De gemeente telt 180.364 inwoners (schatting 2017).
De plaats is de zetel van het rooms-katholieke bisdom Guarapuava.

## Aangrenzende gemeenten
De gemeente grenst aan Campina do Simão, Candói, Cantagalo, Goioxim, Inácio Martins, Pinhão, Prudentópolis en Turvo.

## Verkeer en vervoer
De plaats ligt aan de wegen BR-277, BR-373, BR-466, PR-170 en PR-364.
Ten westen van de stad ligt de Luchthaven Guarapuava.